# Morne à Louis
Le morne à Louis est un sommet montagneux situé dans le parc national de la Guadeloupe, au niveau du col des Mamelles. Il culmine à 743 m d'altitude et se trouve sur la limite entre les communes de Pointe-Noire et de Bouillante. Ce piton est parfois assimilé à tort aux Mamelles voisines en raison de son relief.

## Géologie et hydrologie
Les ravines au nord du morne à Louis alimentent la rivière Grande Plaine dans la partie haute de son cours et les flancs méridionaux de la montagne les eaux de la rivière Colas.

## Accès
Ce sommet est accessible uniquement à pied, depuis la route de la Traversée (RD 23) à partir du carrefour de la section « Mahault », en direction de Pointe-à-Pitre.